# Баласанян, Сергей Артемьевич
Серге́й Арте́мьевич Баласаня́н (26 августа 1902, Асхабад, Закаспийская область — 3 июня 1982, Москва) — советский композитор, педагог, музыкально-общественный деятель. Народный артист РСФСР (1978). Народный артист Таджикской ССР (1957). Лауреат Сталинской премии второй степени (1949). Член ВКП(б) с 1944 года. Автор первой таджикской оперы «Восстание Восе» (1939), а также опер на армянском языке.

## Биография
Родился 13 (26) августа 1902 года в Асхабаде (ныне Ашхабад, Туркменистан).
Секретарь правления СК РСФСР (1961—1979). С 1965 года профессор МГК имени П. И. Чайковского. Среди учеников — Е. Ботяров, Ю. Буцко, В. Лобанов, Н. Корндорф, Ю. Евграфов.
Умер 3 июня 1982 года в Москве.

## Награды и премии
- Сталинская премия второй степени (1949) — за балет «Лейли и Меджнун» (1947), поставленный на сцене Таджикского АТОБ.[7]
- Заслуженный деятель искусств Таджикской ССР.
- Народный артист Таджикской ССР (1957).
- Заслуженный деятель искусств РСФСР (1963).
- Народный артист РСФСР (1978).
- Три ордена Трудового Красного Знамени (23.04.1941[8], 24.04.1957, 14.10.1966).
- Два ордена «Знак Почёта» (1949, 23.10.1954).
- Медали.

## Творческое наследие
Балеты
- «Лейли и Меджнун» (1 ред. — 1947; 2 ред. — 1956, экранизирована в 1959; 3 ред. — 1964)
- «Шакунтала» (1 ред. — 1962; 2 ред. — 1978)

Оперы
- «Восстание Восе» (1939)
- «Кузнец Кова» (1941, с Шарифом Бобокалоновым)
- «Бахтиор и Ниссо» (1954)

Музыка к драматическим спектаклям
- «Бронепоезд 14-69» Вс. В. Иванова (1928)
- «Пэпо» Г. Сундукяна (1929)
- «Поэма о топоре» Н. Ф. Погодина (1929)
- «Инга» А. Глебова (1929)
- «13 трубок» И. Эренбурга (1929)
- «Братец Лис» Джанана (1929)
- «Коварство и любовь» Ф. Шиллера (1936)
- «Рамаяна» Н. Гусевой (1960)

Произведения для симфонического оркестра
- Армянская рапсодия (1944)
- Поэма-фантазия (1947)
- Первая (1948) и Вторая (1958) сюиты из балета «Лейли и Меджнун»
- Семь армянских песен (1955)
- Афганская сюита (1956)
- «Афганские картинки» (сюита, 1959)
- «Острова Индонезии» (шесть музыкальных картин, 1960)
- Рапсодия на темы песен Рабиндраната Тагора (1961)
- Сюиты из балета «Шакунтала»: Первая (1967), Вторая (1970)

Произведения для голоса и симфонического оркестра
- Оркестровка девяти песен Комитаса для меццо-сопрано и баритона (1956)
- Три обработки песен Саят-Новы (1957)
- Шесть песен Рабиндраната Тагора (1961)
- Цикл «Мой край» (пять баллад, Э. Э. Йондо, 1962)

Произведения для струнного оркестра
- Восемь пьес на темы из «Этнографического сборника» Комитаса (1971)
- Симфония, посвящена Камерному оркестру Московской консерватории (1975)

Произведения для хора а capella
- Симфония (1968)
- Полифонический триптих (1971)
- Полифонический концерт (1980)

Произведения для фортепиано
- Сонатина № 1 (1947)
- Сонатина № 2 (1948)
- Песни Армении, 100 обработок песен из Этнографического сборника Комитаса (1969)
- 80 народных песен долины Нила (1973)
- По Армении, сюита для 2-х фортепиано (1978)

Произведения для голоса и фортепиано
- Романсы на слова В. Териана (1944; 1955)
- Романсы на слова А. С. Исаакяна (1944; вторая редакция — 1954)
- «Мой край» (оркестровая редакция — 1966)
- «Из африканской поэзии» (1966)
- «Ленину» (1972)
- «Рубаи Омара Хаяма» (1974)
- «Привет тебе, Радость!» (слова Г. Эмина, 1979)
- «Айрены. Из средневековой армянской поэзии» (слова Н. Кучака, 1981)

Произведения для голоса в сопровождении инструментального ансамбля
- «Аметист» (слова Э. Межелайтиса, 1977)

Произведения для разных инструментов
- Сонатина для скрипки и фортепиано (1948)
- Соната для виолончели solo (1976)
- Соната для кларнета solo (1979)